# Karsten Lauritzen
Karsten Lauritzen, född 14 oktober 1983 i Løgstør, Danmark, är en dansk tidigare politiker. Han satt i Folketinget för Venstre från 13 november 2007 till 31 januari 2022, vald in i Hjørringkretsen. Han var skattemininster 28 juni 2015 till 27 juni 2019 i regeringerna Lars Løkke Rasmussen II och III. Han var tidigare partiets talesperson i rättsfrågor. I januari 2022 utsågs han till branschdirektör för DI Transport och lämnade Folketinget.

## Bakgrund
Lauritzen är uppvuxen i Løgstør. Han flyttade senare till Hjørring och därefter Köpenhamn. Hans far, Jens Lauritzen, är bonde och var tidigare borgmästare i först Løgstør kommun och efter strukturreformen 2007 Vesthimmerlands kommun. Karsten Lauritzen gick i Vilsted-Vindblæs folkeskole från 1989 till 1998, Åbybro efterskole från 1998 til 1999 och Skals efterskole från 1999 til 2000. Han tog studentexamen vid Fjerritslev gymnasium 2002 och har tagit bachelorexamen i politik & administration vid Ålborg universitet.

## Politisk karriär
Lauritzen var vice ordförande för Venstres Ungdom 2003 till 2005. Han valdes 2005 till ordförande, en post han behöll till 2007.
Lauritzen ställde upp som kandidat för partiet i Nordjyllands storkrets 1 januari 2007 och blev vid folketingsvalet 2007 vald in med 5 337 personröster. Han har uttalat sig kritiskt om FN:s kommittéer och sagt att hälften av medlemmarna är djupt odemokratiska länder. Vid folketingsvalet 2011 blev Lauritzen återvald med 14 346 personröster.
Han var partiets talesperson i integrations- och utvecklingsfrågor och därefter partiets talesperson i rättsfrågor. Han deltog därigenom i debatten om Eritreasaken. Under åren 2015–2019 var han skatteminister i Regeringen Lars Løkke Rasmussen II och III. Den 11 april 2018 blev han utnämnd till kommandör av Dannebrogordenen. Vid valet 2019 blev Lauritzen återvald med 18 335 personröster.
Efter folketingsvalet blev han gruppledare för Venstre och det var han tills han i januari 2022 meddelade, att han skulle lämna politiken för att bli direktör for DI Transport. I november 2024 kom det fram, att han den 1 februari 2025 skulle bli verkställande direktör för branschföreningen Danske Advokater.